# کنچیتا مونتس
کُنچیتا مونتِـس (اسپانیایی: Conchita Montes‎؛ ۱۳ مارس ۱۹۱۴ – ۱۸ اکتبر ۱۹۹۴) روزنامه‌نگار، فیلم‌نامه‌نویس، بازیگر و مجری تلویزیون اهل اسپانیا بود. وی بین سال‌های ۱۹۴۰ تا ۱۹۹۲ میلادی فعالیت می‌کرد.
از فیلم‌هایی که وی در آن نقش داشته‌است، می‌توان به رقص، فلامنکو ،  ۵۵ روز در پکن و تهدید اشاره کرد.